# Rheinland-Klasse
| Rheinland-Klasse                                     | Rheinland-Klasse | Rheinland-Klasse |
| Die ehemalige Pommern als USS Rappahannock, 1924     | Die ehemalige Pommern als USS Rappahannock, 1924 | Die ehemalige Pommern als USS Rappahannock, 1924 |
| ---------------------------------------------------- | --- | --- |
| Stapellauf:                                          | 18. Mai 1912 – 3. November 1914 | 18. Mai 1912 – 3. November 1914 |
| Indienststellung:                                    | 23. Juni 1912 – Februar 1915 | 23. Juni 1912 – Februar 1915 |
| Bauwerften:                                          | Bremer Vulkan, Vegesack, BauNr. 556, 555, 563/4, 569/70, 571/2 Joh. C. Tecklenborg-Werft, Geestemünde, Bau Nr. 264/5 Flensburger Schiffsbau Gesellschaft, BauNr. 340/1 | Bremer Vulkan, Vegesack, BauNr. 556, 555, 563/4, 569/70, 571/2 Joh. C. Tecklenborg-Werft, Geestemünde, Bau Nr. 264/5 Flensburger Schiffsbau Gesellschaft, BauNr. 340/1 |
| Schwesterschiffe:                                    | Rheinland, Elsass, Pommern, Posen, Mark (II), Pfalz, Anhalt, Waldeck. Altenburg, Meiningen. Dessau, Lippe                                                              | Rheinland, Elsass, Pommern, Posen, Mark (II), Pfalz, Anhalt, Waldeck. Altenburg, Meiningen. Dessau, Lippe                                                              |
| Passagiere:                                          | einige 6 I.Klasse | einige 6 I.Klasse |
| Besatzung:                                           | 54 – 56 Mann | 54 – 56 Mann |
| Technische Daten                                     | | |
| Vermessung:                                          | 6.557 – 6.742 BRT | 6.557 – 6.742 BRT |
| Tragfähigkeit:                                       | 9.810 – 11.460 tdw | 9.810 – 11.460 tdw |
| Länge über alles:                                    | 149,35 – 150,15 m | 149,35 – 150,15 m |
| Breite:                                              | 18,04 – 18,08 m | 18,04 – 18,08 m |
| Tiefgang:                                            | 7,9 m | 7,9 m |
| Maschinenanlage:                                     | Dreifach-Expansionsmaschine | Dreifach-Expansionsmaschine |
| Anzahl der Schrauben:                                | 1 | 1 |
| Leistung:                                            | 4.000 PSi | 4.000 PSi |
| Höchstgeschwindigkeit:                               | 12,5 kn | 12,5 kn |
| Verbleib                                             | | |
| 1912–1919, 1924–1933 NDL 1920–1966 Verlust / Abbruch | | |

Die Rheinland-Klasse war eine Serie von zwölf Frachtern, die der Norddeutsche Lloyd in Auftrag gab und die 1912 bis 1915 fertiggestellt wurden.
Acht wurden vom Bremer Vulkan gefertigt. Jeweils zwei Schiffe wurden bei der Joh. C. Tecklenborg-Werft und der Flensburger Schiffsbau Gesellschaft gefertigt. Bei einer Größe von 6557 bis 6742 BRT, einer Tragfähigkeit von 9.810 – 11.460 tdw waren die mit einer Dreifachexpansions-Dampfmaschine von 4000 PS ausgestatteten Schiffe 12,5 kn schnell. Sie waren 149,35 bis 150,15 m lang und 18,04/18,08 m breit und hatten 54/56 Mann Besatzung. Ab der Waldeck verfügten die Schiffe über eine Kabinenausrüstung für 6 Passagiere I. Klasse.
Die Entwicklung des Typs war von der Haltung des Lloyds bestimmt, dass eine gewinnbringende Fahrt nach Australien unter den Vorgaben des Postvertrages nicht möglich sei. Der NDL setzte auf eine reine Frachtlinie um das Kap der Guten Hoffnung, die schon im Juli 1907 eröffnet worden war, nachdem der Lloyd am 18. Oktober 1905 seinen ersten reinen Frachtdienst nach Australien noch durch das Mittelmeer und dann entlang Niederländisch-Indien über Padang, Batavia, Soerabaya nach Townsville, Brisbane und Sydney mit der Franken begonnen hatte und damit eine zweite deutsche Linie neben der Hamburger Deutsch-Australischen Dampfschiffs-Gesellschaft (DADG) betrieb.
Die Pfalz machte am 5. August 1914 Geschichte, als australische Artillerie sie hinderte, Melbourne zu verlassen und dabei den ersten Schuss der Alliierten auf ein deutsches Schiff im Ersten Weltkrieg abgab.

## Einsatz beim NDL
Am 23. Juni 1912 kam die Rheinland (Bremer Vulkan, Bau-Nr. 556) als erstes Schiff dieser Klasse in Dienst, der 1912 noch die Elsass (Bau-Nr. 555) folgte. 1913 lieferte dieselbe Werft noch die Pommern, Posen, Mark (II) – einziges Schiff der Klasse, das vor allem nach Ostasien eingesetzt wurde – und Pfalz ab (Bau-Nr. 563/564, 569/570). 1914 folgten noch die Anhalt am 20. März (7. Schiff) und nach dem Kriegsausbruch die Waldeck am 6. November 1914 (Bau-Nr. 571/572).
Die neuen Frachter ermöglichten es dem NDL seinen Frachtdienst nach Australien auf wöchentliche Abfahrten zu verdichten. Für 1914 waren neben 13 Reichspostdampferabfahrten noch Abfahrten von 35 Frachtdampfern geplant. Ab Oktober 1914 sollte dann auch Neuseeland in den Dienst einbezogen werden.
Bei oder nach Kriegsbeginn wurden folgende Frachter im Ausland aufgelegt/beschlagnahmt:
| Rheinland | 23.06.1912 | 11.08.1914 Padang                                                |
| Elsass    | 17.08.1912 | 12.08.1914 Pago Pago / Samoa, 1917 beschlagnahmt                 |
| Pommern   | 03.06.1913 | ??.08.1914 Honolulu, 1917 beschlagnahmt                          |
| Posen     | 22.08.1913 | ??.08.1914 Rio de Janeiro, 1917 beschlagnahmt                    |
| Mark      | 13.11.1913 | 01.08.1914 Kōbe, Versorger, 7.10.1914 Manila, 1917 beschlagnahmt |
| Pfalz     | 19.12.1913 | 05.08.1914 Melbourne beschlagnahmt                               |
| Anhalt    | 20.03.1914 | 24.08.1914 Telok Betong, an der Sundastrasse                     |

Die beiden bei der Tecklenborg-Werft gefertigten Schiffe Altenburg und Meiningen (2. Dezember 1914 und Februar 1915, Bau-Nr. 264/265) und die in Flensburg gebauten Dessau und Lippe (8. Dezember 1914 und 2. Februar 1915, Bau-Nr. 340/341) wurden erst im Krieg an den NDL ausgeliefert.

## Kriegseinsätze
Die Mark unter Kapitän Löwe wurde im August 1914 in Kōbe mit 4.000 t Kohle als Versorger der Einheiten der Kaiserlichen Marine ausgerüstet und stieß bei Pagan zu den Einheiten des Ostasiengeschwaders. Im Tross des Geschwaders lief sie weiter über Eniwetok bis Majuro. Dort trennte sie sich mit den Hilfskreuzern Prinz Eitel Friedrich und Cormoran vom Geschwader und lief erst Richtung Neuguinea und nach Abgabe aller Vorräte Richtung Philippinen. Am 7. Oktober 1914 wurde sie Manila aufgelegt, 1917 beschlagnahmt und in Suwanee umbenannt.
Die Pfalz versuchte am 5. August 1914 Melbourne zu verlassen. Die australische Artillerie in Fort Nepean am Ausgang der Port-Phillip-Bay feuerte einen Warnschuss, der das Schiff stoppte und der erste Schuss der Alliierten auf ein Schiff im Ersten Weltkrieg war. Die beschlagnahmte Pfalz blieb als Boorara für britische Gesellschaften bis 1926 im Einsatz. Sie brachte australische Truppen zu den Dardanellen, wurde im Juli 1915 durch eine Kollision mit dem französischen Kreuzer Kléber schwer beschädigt. Nach Reparatur wurde sie 1918 zweimal im Ärmelkanal torpediert. Wieder instand gesetzt wurde sie zur Rückführung australischer Truppen aus Europa und dem nahen Osten eingesetzt.
Von den fünf erst im Krieg fertiggestellten Schiffen der Klasse kam nur die Altenburg 1917/18 bei den Landungen auf Oesel und in Finnland als Transporter zum Einsatz.

## Einsätze unter US-Flagge
Alle im US-Machtbereich befindlichen Schiffe wurden 1917 in Fahrt gebracht.
Die in Samoa beschlagnahmte Elsass wurde in Appeles umbenannt. 1920/21 im Dienst der Kerr Navigation wurde sie zur Kermit, 1923 wurde sie dann an die United American Lines, 1927 an die American Hawaiian Steamship verkauft, die sie in Nebraskan umbenannte. 1943 kurzzeitig an die Sowjetunion (Sukhona) verliehen, kam sie 1944 wieder in den US-Dienst und wurde 1948 abgebrochen.
Die in Honolulu beschlagnahmte Pommern wurde am 8. Dezember 1917 unter dem Namen Rappahannock als Pferdetransporter in Dienst gestellt. Am 16. November 1918 erreichte sie auf ihrer vierten Reise Frankreich 5 Tage nach dem Waffenstillstand. Sie machte noch eine weitere Rundreise USA – Frankreich, ehe sie im Sommer 1919 außer Dienst gestellt wurde. Vom Juni 1922 bis zum 10. Dezember 1924 diente sie erneut der US-Navy als Versorger USS Rappahannock (AF-6). Am 5. Oktober 1933 ging sie als William Luckenbach an die R. Luckenbach Steamship Co. 1946 nach Italien verkauft als Maria C, wurde sie Ende 1952 aufgelegt und 1953 abgewrackt.
Die in Manila beschlagnahmte Mark kam als US-Transporter Suwanee zum Einsatz. 1920 wurde sie die Poznan der Polish American Navigation und 1922 die Paul Luckenbach der R. Luckenbach Steamship. 1942 wurde sie im Indischen Ozean durch ein japanisches U-Boot versenkt.

## Einsätze unter anderen Flaggen
Die in Brasilien beschlagnahmte Posen wurde dort in Almirante Eliszario und 1918 in Belmonte umbenannt. 1921 war sie an Frankreich verchartert, kam aber nach Brasilien zurück und wurde in Mandu umbenannt. Sie blieb – ab 1956 unter dem Namen Comandante Martini – bis 1966, als sie in Macau ausbrannte, in brasilianischen Diensten.
Die in Melbourne 1914 beschlagnahmte Pfalz wurde umgehend als Boorara eingesetzt. Sie wurde 1926 in Syrien registriert und in Nereus umbenannt. 1937 strandete sie in der Nähe von Vancouver.
Die in Padang aufliegende Rheinland kam unter britische Flagge, wurde 1921 in Morton Abbey umbenannt und 1922 die Abbekerk der Vereenigde Nederlandsche Scheepvaartmaatschappij (VNS). Ende 1931 wurde sie zum Abbruch nach Japan verkauft.
Die Anhalt kam anfangs auch unter britische Flagge. 1921 wurde sie nach Spanien verkauft und in Aya Mendi umbenannt. Am 23. Januar 1925 kaufte der NDL sein ehemaliges Schiff zurück.
Nach Großbritannien wurden auch die Dessau ausgeliefert. Sie wurde 1922 zur Voreda und 1924 vom NDL zurückgekauft.
Auch die Lippe wurde 1919 an Großbritannien ausgeliefert. Aus ihr wurde 1921 die Trestisthney und 1924 die Pipiriki. Sie wurde 1929 aufgelegt und 1933 abgewrackt.
Die drei übrigen Schiffe wurden 1919 an Frankreich ausgeliefert.
Die Altenburg wurde zur Camranh der Chargeurs Réunis und ging im September 1920 durch Strandung in der Straße von Malakka verloren.
Aus der Waldeck wurde die Dalny derselben Reederei. Das Schiff wurde im Dezember 1942 von der deutschen Besatzungsmacht in Marseille im Zuge des Laval-Kaufmann-Abkommens in Besitz genommen, aber schon am 10. Januar 1943 auf seiner Überführungsfahrt nach Genua von einem britischen U-Boot torpediert und versenkt.
Die Meiningen kam als Si Kiang für die Messageries Maritimes in Dienst. Sie wurde im Dezember 1941 durch japanische Flugzeuge vor Manila bombardiert und brannte aus.

## Wiedereinsatz beim NDL
Im Oktober 1924 kaufte der NDL die Voreba ex Dessau aus Großbritannien zurück, um sie auf der Ostasienstrecke einzusetzen. Am 1. Mai 1933 wurde sie aufgelegt und 1935 abgewrackt.
Am 23. Januar 1925 kaufte der NDL aus Spanien seine ehemalige Anhalt zurück und setzte sie nach Ostasien ein. 1932 wurde sie an die Sowjetunion verkauft, die sie als Kharkov auf dem Schwarzen Meer einsetzte. 1941 wurde sie in Nikolajew selbstversenkt, aber von den Deutschen gehoben, repariert und als Boy Feddersen in Fahrt gebracht. Sie wurde dann 1943 durch ein sowjetisches U-Boot versenkt.